# Llanbadrig

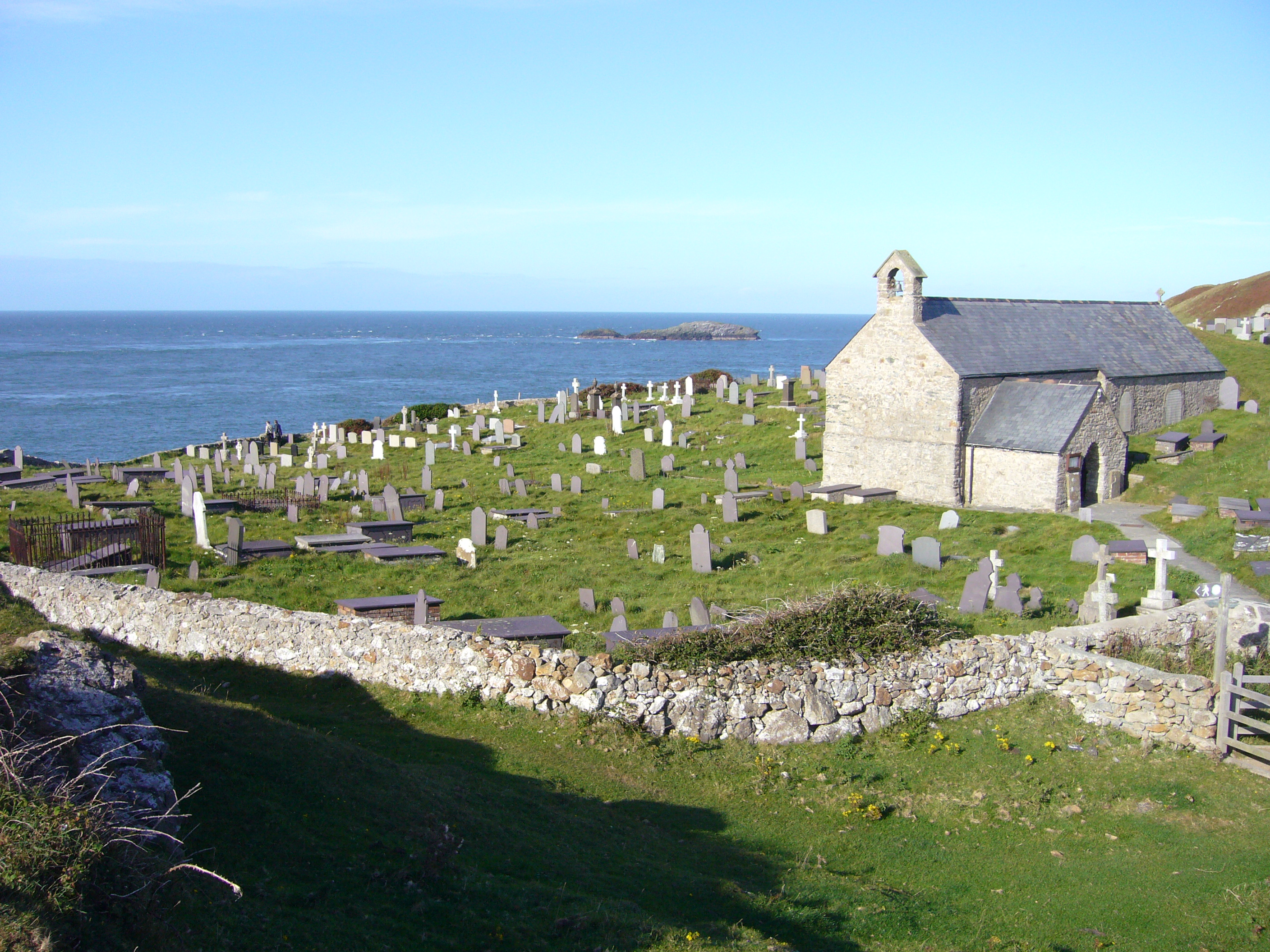
Iglesia de Llanbadrig.

Llanbadrig es una parroquia en el comota de Talybolion, en la isla de Anglesey, al norte de Gales. La parroquia incluye la localidad de Clygyrog y el pequeño puerto de Cemaes (pronunciado "Kem-ais"). La región posee amplias canteras de piedra caliza y mármol.
El nombre galés de Llanbadrig significa "Iglesia de San Patricio" y de hecho hay una iglesia de San Patricio en la costa, cerca de Cemaes. Se dice que se fundó en el año 440 por el mismo San Patricio. La leyenda local afirma que éste naufragó en la pequeña isla cercana de Ynys Badrig (Isla de Patricio, también conocida como Middle Mouse), que se puede ver desde el muro del camposanto.
Partes de la película de 2006 Half Light, protagonizada por Demi Moore, se rodaron en Llanbadrig, aunque la película se desarrolló principalmente en Escocia.

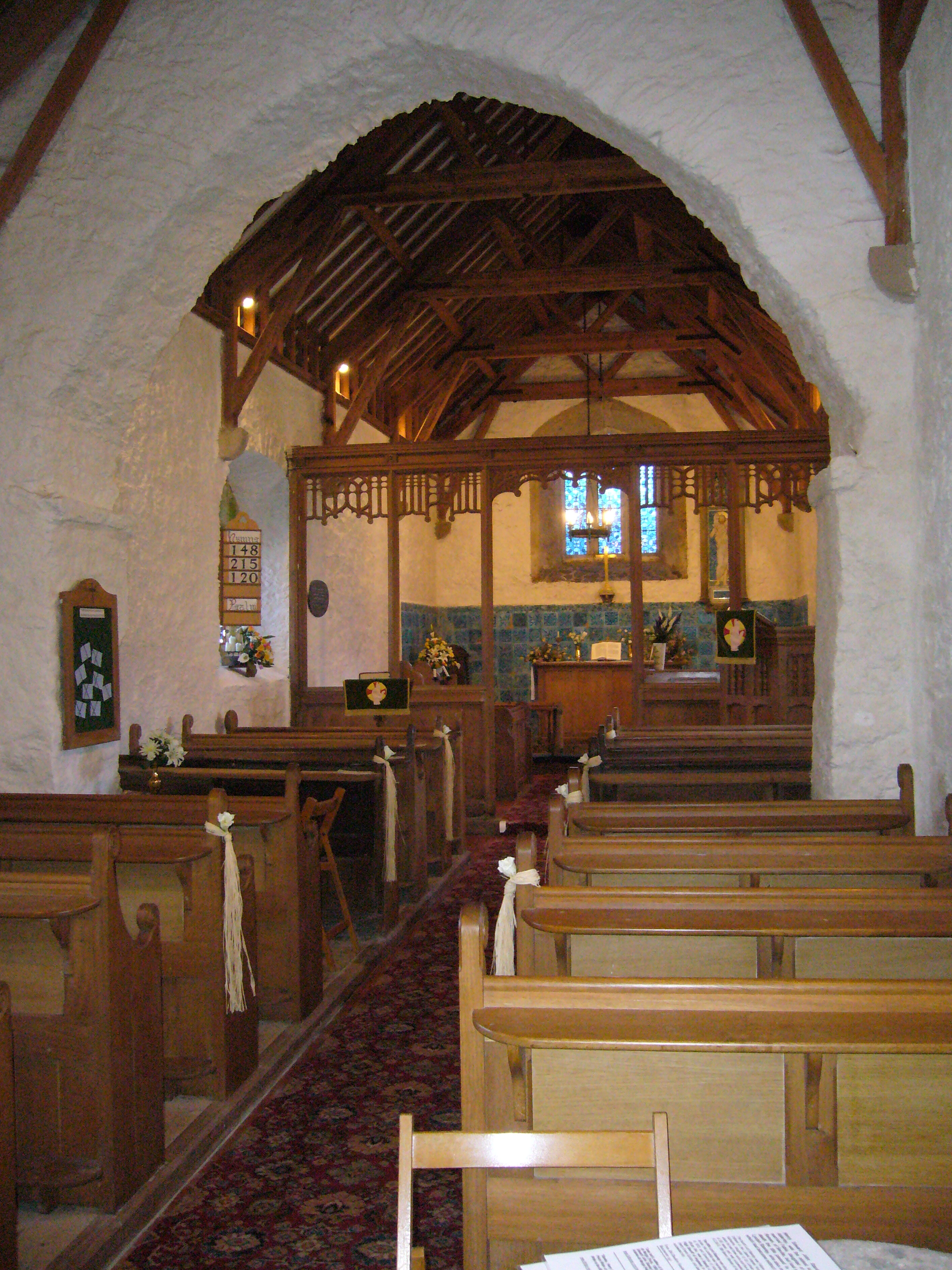
Interior de la iglesia de Llanbadrig.